# Sommer-Paralympics 1996/Tischtennis
Bei den Sommer-Paralympics 1996 in Atlanta wurden in insgesamt 28 Wettbewerben im Tischtennis Medaillen vergeben.

## Klassen
Es wurden zehn Klassen beim Tischtennis unterschieden. Die Klassen TT 1 bis TT 5 starteten im Rollstuhl, die Klassen TT 6 bis TT 10 im Stehen.
Im Einzel- und Mannschaftswettbewerb wurden verschiedene Klassen bei den Frauen und Herren zusammengefasst. Es gab sieben Wettbewerbe im Einzel bei den Frauen und zehn bei den Männern sowie jeweils zwei bei offenen Wettbewerben. Im Mannschaftswettbewerb wurden zwei Medaillen bei den Frauen und fünf Medaillen bei den Männern vergeben. Insgesamt wurden so 28 Medaillen vergeben. Die Klassen wurden wie folgt zusammengefasst:
Frauen
| Einzel                                                          | Mannschaft                   | Offener Wettbewerb           |
| - TT 1 – TT 2 - TT 3 - TT 4 - TT 5 - TT 6 – TT 8 - TT 9 - TT 10 | - TT 3 – TT 5 - TT 6 – TT 10 | - TT 1 – TT 5 - TT 6 – TT 10 |

Männer
| Einzel                                                                 | Mannschaft                                                      | Offener Wettbewerb           |
| - TT 1 - TT 2 - TT 3 - TT 4 - TT 5 - TT 6 - TT 7 - TT 8 - TT 9 - TT 10 | - TT 1 – TT 2 - TT 3 - TT 4 – TT 5 - TT 6 – TT 8 - TT 9 – TT 10 | - TT 1 – TT 5 - TT 6 – TT 10 |

## Medaillengewinner Frauen

### Einzel
TT 1 – TT 2:
| Platz | Land        | Spieler            |
| ----- | ----------- | ------------------ |
| 1     | Frankreich  | Isabelle Lafaye    |
| 2     | Frankreich  | Anne-Marie Gibelin |
| 3     | Deutschland | Bärbel Rode        |

TT 3:
| Platz | Land        | Spieler                |
| ----- | ----------- | ---------------------- |
| 1     | Ungarn      | Ilona Sasváriné Paulik |
| 2     | Deutschland | Monica Bartheidel      |
| 3     | Belgien     | Marie-Line Pollet      |

TT 4:
| Platz | Land               | Spieler           |
| ----- | ------------------ | ----------------- |
| 1     | Vereinigte Staaten | Jennifer Johnson  |
| 2     | Deutschland        | Christiane Pape   |
| 3     | Niederlande        | Gertrudis Laemers |

TT 5:
| Platz | Land        | Spieler             |
| ----- | ----------- | ------------------- |
| 1     | Österreich  | Susanne Schwendtner |
| 2     | Mexiko      | Maria Hoffmann      |
| 3     | Deutschland | Gisela Pohle        |
| 3     | Italien     | Maria Nardelli      |

TT 6 – TT 8:
| Platz | Land                | Spieler         |
| ----- | ------------------- | --------------- |
| 1     | Belgien             | Ingrid Borre    |
| 2     | Frankreich          | Martine Thierry |
| 3     | Volksrepublik China | Zhang Xiaoling  |

TT 9:
| Platz | Land                | Spieler                    |
| ----- | ------------------- | -------------------------- |
| 1     | Volksrepublik China | Luo Fuqun                  |
| 2     | Frankreich          | Marie-Claire Odeide-Simian |
| 3     | Japan               | Michiyo Nuruki             |

TT 10:
| Platz | Land       | Spieler              |
| ----- | ---------- | -------------------- |
| 1     | Frankreich | Michelle Sevin       |
| 2     | Tschechien | Jolana Davidkova     |
| 3     | Polen      | Krystyna Jagodzinska |

### Mannschaft
TT 3 – TT 5:
| Platz | Land               | Spieler                                                      |
| ----- | ------------------ | ------------------------------------------------------------ |
| 1     | Deutschland        | Monica Bartheidel Monika Sikora Gisela Pohle Christiane Pape |
| 2     | Hongkong           | Fung Yuet Wah Wong Pui Yi                                    |
| 3     | Vereinigte Staaten | Terese Terranova Jennifer Johnson Jacqueline di Lorenzo      |

TT 6 – TT 10:
| Platz | Land                | Spieler                                                   |
| ----- | ------------------- | --------------------------------------------------------- |
| 1     | Volksrepublik China | Zhang Xiaoling Luo Fuqun                                  |
| 2     | Tschechien          | Eva Pestova Jolana Davidkova                              |
| 3     | Frankreich          | Martine Thierry Michelle Sevin Marie-Claire Odeide-Simian |

### Offener Wettbewerb
TT 1 – TT 5:
| Platz | Land        | Spieler             |
| ----- | ----------- | ------------------- |
| 1     | Deutschland | Christiane Pape     |
| 2     | Hongkong    | Wong Pui Yi         |
| 3     | Hongkong    | Fung Yuet Wah       |
| 3     | Österreich  | Susanne Schwendtner |

TT 6 – TT 10:
| Platz | Land                | Spieler                    |
| ----- | ------------------- | -------------------------- |
| 1     | Volksrepublik China | Zhang Xiaoling             |
| 2     | Belgien             | Ingrid Borre               |
| 3     | Volksrepublik China | Luo Fuqun                  |
| 3     | Frankreich          | Marie-Claire Odeide-Simian |

## Medaillengewinner Männer

### Einzel
TT 1:
| Platz | Land        | Spieler            |
| ----- | ----------- | ------------------ |
| 1     | Südkorea    | Lee Hae Gon        |
| 2     | Finnland    | Matti Launonen     |
| 3     | Argentinien | Jose Daniel Haylan |
| 3     | Südkorea    | Kang Sung Hoon     |

TT 2:
| Platz | Land       | Spieler        |
| ----- | ---------- | -------------- |
| 1     | Südkorea   | Kim Kyung Mook |
| 2     | Frankreich | Vincent Boury  |
| 3     | Finnland   | Jari Kurkinen  |
| 3     | Österreich | Gerhard Scharf |

TT 3:
| Platz | Land                   | Spieler           |
| ----- | ---------------------- | ----------------- |
| 1     | BR Jugoslawien         | Zlatko Kesler     |
| 2     | Vereinigtes Königreich | Neil Robinson     |
| 3     | Österreich             | Fritz Altendorfer |
| 3     | Vereinigtes Königreich | James Rawson      |

TT 4:
| Platz | Land        | Spieler          |
| ----- | ----------- | ---------------- |
| 1     | Frankreich  | Bruno Benedetti  |
| 2     | Tschechien  | Michal Stefanu   |
| 3     | Deutschland | Thomas Kreidel   |
| 3     | Österreich  | Christian Sutter |

TT 5:
| Platz | Land              | Spieler         |
| ----- | ----------------- | --------------- |
| 1     | Frankreich        | Guy Tisserant   |
| 2     | Hongkong          | Kwong Kam Shing |
| 3     | Chinesisch Taipeh | Cou Chang Shen  |
| 3     | Schweden          | Ernst Bolldén   |

TT 6:
| Platz | Land        | Spieler          |
| ----- | ----------- | ---------------- |
| 1     | Dänemark    | Brian Nielsen    |
| 2     | Schweden    | Mattias Karlsson |
| 3     | Niederlande | Harold Kersten   |

TT 7:
| Platz | Land               | Spieler         |
| ----- | ------------------ | --------------- |
| 1     | Vereinigte Staaten | Tahl Leibovitz  |
| 2     | Deutschland        | Jochen Wollmert |
| 3     | Deutschland        | Thomas Kurfeß   |

TT 8:
| Platz | Land               | Spieler             |
| ----- | ------------------ | ------------------- |
| 1     | Schweden           | Magnus Andree       |
| 2     | Vereinigte Staaten | Mitchell Seidenfeld |
| 3     | Japan              | Kenichi Suzuki      |
| 3     | Moldau             | Vladimir Polkanov   |

TT 9:
| Platz | Land       | Spieler            |
| ----- | ---------- | ------------------ |
| 1     | Österreich | Stanislaw Fraczyk  |
| 2     | Frankreich | Olivier Chateigner |
| 3     | Frankreich | Alain Pichon       |
| 3     | Slowakei   | Ladislav Gaspar    |

TT 10:
| Platz | Land       | Spieler                  |
| ----- | ---------- | ------------------------ |
| 1     | Frankreich | Gilles de la Bourdonnaye |
| 2     | Schweden   | Robert Bader             |
| 3     | Spanien    | Enrique Agudo            |
| 3     | Südkorea   | Jung Kwang Hoon          |

### Mannschaft
TT 1 – TT 2:
| Platz | Land        | Spieler                                              |
| ----- | ----------- | ---------------------------------------------------- |
| 1     | Finnland    | Matti Launonen Jari Kurkinen                         |
| 2     | Österreich  | Rudolf Hajek Gerhard Scharf                          |
| 3     | Deutschland | Dieter Essbach Werner Knaak Udo Pohle Otto Vilsmaier |
| 3     | Südkorea    | Kim Kyung Mook Park Haun Lee Hae Gon Kang Sung Hoon  |

TT 3:
| Platz | Land                   | Spieler                                        |
| ----- | ---------------------- | ---------------------------------------------- |
| 1     | Südkorea               | Kim Young Soo An Jong Dae Kim Ki Hoon          |
| 2     | Österreich             | Peter Starl Fritz Altendorfer Manfred Dollmann |
| 3     | Deutschland            | Jan Gürtler Werner Dorr                        |
| 3     | Vereinigtes Königreich | James Rawson Neil Robinson                     |

TT 4 – TT 5:
| Platz | Land       | Spieler                                                                 |
| ----- | ---------- | ----------------------------------------------------------------------- |
| 1     | Schweden   | Ernst Bolldén Patrik Hoegstedt Joergen Johansson Jan-Krister Gustavsson |
| 2     | Frankreich | Christophe Pinna Bruno Benedetti Christophe Durand Guy Tisserant        |
| 3     | Belgien    | Dimitri Ghion Alain Ledoux Jean-Marc Pletinckx                          |
| 3     | Österreich | Christian Sutter Franz Mandl                                            |

TT 6 – TT 8:
| Platz | Land               | Spieler                                                           |
| ----- | ------------------ | ----------------------------------------------------------------- |
| 1     | Deutschland        | Thomas Kurfeß Jochen Wollmert Thomas Schmitt Werner Maissenbacher |
| 2     | Schweden           | Thomas Larsson Magnus Andree Mikael Vestling                      |
| 3     | Vereinigte Staaten | Tahl Leibovitz Mitchell Seidenfeld                                |

TT 9 – TT 10:
| Platz | Land        | Spieler                                                  |
| ----- | ----------- | -------------------------------------------------------- |
| 1     | Frankreich  | Alain Pichon Olivier Chateigner Gilles de la Bourdonnaye |
| 2     | Österreich  | Stanislaw Fraczyk Thomas Göller                          |
| 3     | Deutschland | Bernd Müller Peter Fähnrich Andre Schmandt               |
| 3     | Slowakei    | Ladislav Gaspar Emil Dovalovszki                         |

### Offener Wettbewerb
TT 1 – TT 5:
| Platz | Land        | Spieler         |
| ----- | ----------- | --------------- |
| 1     | Deutschland | Thomas Kreidel  |
| 2     | Belgien     | Dimitri Ghion   |
| 3     | Frankreich  | Bruno Benedetti |
| 3     | Nigeria     | Nasiru Sule     |

TT 6 – TT 10:
| Platz | Land              | Spieler                  |
| ----- | ----------------- | ------------------------ |
| 1     | Österreich        | Stanislaw Fraczyk        |
| 2     | Slowakei          | Ladislav Gaspar          |
| 3     | Chinesisch Taipeh | Hsu Chih Shan            |
| 3     | Frankreich        | Gilles de la Bourdonnaye |

## Medaillenspiegel Tischtennis
| Medaillenspiegel Tischtennis | Medaillenspiegel Tischtennis | Medaillenspiegel Tischtennis | Medaillenspiegel Tischtennis | Medaillenspiegel Tischtennis | Medaillenspiegel Tischtennis |
| Platz                        | Land                         | G                            | S                            | B                            | Gesamt                       |
| ---------------------------- | ---------------------------- | ---------------------------- | ---------------------------- | ---------------------------- | ---------------------------- |
| 1                            | Frankreich                   | 6                            | 6                            | 5                            | 17                           |
| 2                            | Deutschland                  | 4                            | 3                            | 7                            | 14                           |
| 3                            | Österreich                   | 3                            | 3                            | 5                            | 11                           |
| 4                            | Südkorea                     | 3                            | −                            | 3                            | 6                            |
| 5                            | Volksrepublik China          | 3                            | −                            | 2                            | 5                            |
| 6                            | Schweden                     | 2                            | 3                            | 1                            | 6                            |
| 7                            | Vereinigte Staaten           | 2                            | 1                            | 2                            | 5                            |
| 8                            | Belgien                      | 1                            | 2                            | 2                            | 5                            |
| 9                            | Finnland                     | 1                            | 1                            | 1                            | 3                            |
| 10                           | Dänemark                     | 1                            | −                            | −                            | 1                            |
| 10                           | BR Jugoslawien               | 1                            | −                            | −                            | 1                            |
| 10                           | Ungarn                       | 1                            | −                            | −                            | 1                            |
| 13                           | Hongkong                     | −                            | 3                            | 1                            | 4                            |
| 14                           | Tschechien                   | −                            | 3                            | −                            | 3                            |
| 15                           | Slowakei                     | −                            | 1                            | 2                            | 3                            |
| 15                           | Vereinigtes Königreich       | −                            | 1                            | 2                            | 3                            |
| 17                           | Mexiko                       | −                            | 1                            | −                            | 1                            |
| 18                           | Chinesisch Taipeh            | −                            | −                            | 2                            | 2                            |
| 18                           | Japan                        | −                            | −                            | 2                            | 2                            |
| 18                           | Niederlande                  | −                            | −                            | 2                            | 2                            |
| 21                           | Argentinien                  | −                            | −                            | 1                            | 1                            |
| 21                           | Spanien                      | −                            | −                            | 1                            | 1                            |
| 21                           | Italien                      | −                            | −                            | 1                            | 1                            |
| 21                           | Moldau                       | −                            | −                            | 1                            | 1                            |
| 21                           | Nigeria                      | −                            | −                            | 1                            | 1                            |
| 21                           | Polen                        | −                            | −                            | 1                            | 1                            |